# 克吕尼亚
克吕尼亚（法語：Clugnat，法語發音：[klyɲa]）是法国克勒兹省的一个市镇，属于盖雷区。

## 地理
克吕尼亚（46°18'31"N, 2°7'5"E）面积42.42 平方千米，位于法国新阿基坦大区克勒兹省，该省份为法国中部省份，位于法國中央高原西北部，北起安德尔省和谢尔省，西接维埃纳省，南至科雷兹省，东临多姆山省，东北与阿列省接壤。
与克吕尼亚接壤的市镇（或旧市镇、城区）包括：贝泰特、多梅罗、雅莱什、拉达佩尔、马勒雷布萨克、圣迪济耶莱多迈讷、圣西尔万苏图勒、图勒圣克鲁瓦、帕尔萨克 (克勒兹省)。

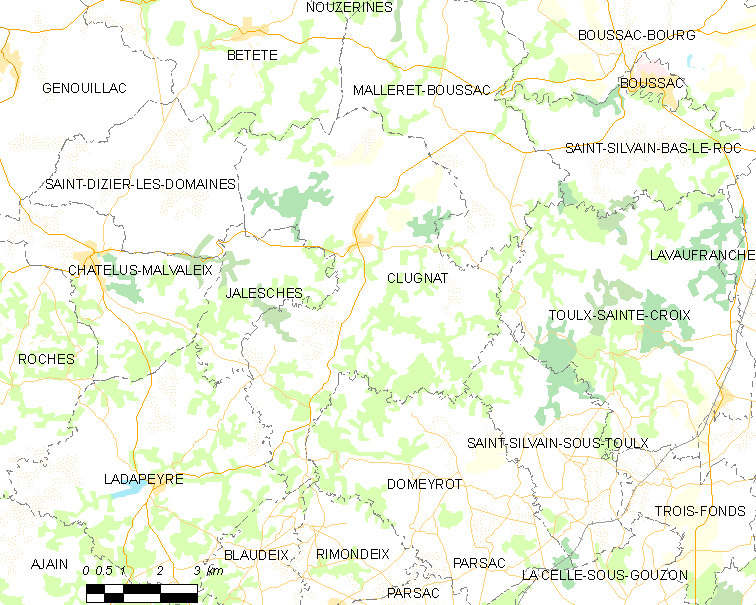
克吕尼亚的OSM定位图

克吕尼亚的时区为UTC+01:00、UTC+02:00（夏令时）。

## 行政
克吕尼亚的邮政编码为23270，INSEE市镇编码为23064。

## 政治
克吕尼亚所属的省级选区为布萨克县。

## 人口

1962-2008年间克吕尼亚人口变化图示

克吕尼亚于2022年1月1日时的人口数量为653人。